# Cantora (álbum)
Cantora é um álbum de estúdio duplo da cantora argentina Mercedes Sosa, lançado pela SonyBMG em março de 2009 (volume 1) e junho de 2009 (volume 2), apenas meses antes de sua morte. Nele, Sosa interpreta duetos com diversos intérpretes latino-americanos. Ainda que a cantora já estivesse com inúmeros problemas de saúde quando lançou o álbum, ele foi um êxito imediato de vendas e converteu-se em disco de platina duplo na Argentina em tempo recorde, vendendo cerca de 80 mil cópias.
Também foi lançado o DVD Cantora: un viaje íntimo, que contém todas as gravações incluídas no álbum e os videos das sessões de gravação como material adicional, além de encontros com outros personagens, momentos criativos, testemunhos dos artistas que participaram das gravações e reflexões de Sosa sobre sua vida e a gravação de Cantora.
| Críticas profissionais                                                      | Críticas profissionais |
| Avaliações da crítica                                                       | Avaliações da crítica  |
| Fonte                                                                       | Avaliação              |
| --------------------------------------------------------------------------- | ---------------------- |
| All Music Guide                                                             | (vol. 1)               |
| All Music Guide                                                             | ( Vol. 2)              |
| Esta tabela precisa de ser acompanhada por texto em prosa. Consulte o guia. |                        |

## Faixas

### Volume 1
| N.º | Título                         | Compositor(es)          | Participação especial           | Duração |  |
| 1.  | "Aquellas Pequeñas Cosas"      | J. Serrat               | Joan Manuel Serrat              | 2:39    |  |
| 2.  | "Barro Tal Vez"                | L. Spinetta             | Luis Alberto Spinetta           | 3:45    |  |
| 3.  | "Sea"                          | J. Drexler              | Jorge Drexler                   | 3:40    |  |
| 4.  | "Coração Vagabundo"            | C. Veloso               | Caetano Veloso                  | 3:50    |  |
| 5.  | "La Maza"                      | S. Rodríguez            | Shakira                         | 4:18    |  |
| 6.  | "Zamba para Olvidarte"         | J. Fontana, D. Toro     | Diego Torres e Facundo Ramirez  | 5:03    |  |
| 7.  | "Agua, Fuego, Tierra y Viento" | P. Martínez             | Soledad Pastorutti              | 3:43    |  |
| 8.  | "Celador de Sueños"            | Raúl "Tilin" Orozco     | Gustavo Santaolalla             | 3:38    |  |
| 9.  | "Sabiendose de los Descalzos"  | J. Venegas              | Julieta Venegas                 | 2:56    |  |
| 10. | "Himno de mi Corazón"          | M. Abuelo, C. López     | León Gieco                      | 4:11    |  |
| 11. | "Novicia"                      | V. Heredia              | Víctor Heredia                  | 4:44    |  |
| 12. | "Zamba de los Adioses"         | T. Francia, A. Gómez    | Dúo Nuevo Cuyo                  | 4:16    |  |
| 13. | "Nada"                         | J. Dames, H. Sanguineti | Maria Graña e Leopoldo Federico | 3:51    |  |
| 14. | "Esa Musiquita"                | T. Parodi               | Teresa Parodi                   | 3:09    |  |
| 15. | "Romance de la Luna Tucumana"  | P. Aznar, A. Yupanqui   | Luna Monti e Juan Quintero      | 4:17    |  |
| 16. | "Deja la Vida Volar"           | V. Jara                 | Pedro Aznar                     | 3:58    |  |
| 17. | "Pájaro de Rodillas"           | A. Zitarrosa            | Nacha Roldan                    | 3:42    |  |

### Volume 2
| N.º | Título                             | Compositor(es)               | Participação especial       | Duração |  |
| 1.  | "Zona de Promesas"                 | G. Cerati                    | Gustavo Cerati              | 2:59    |  |
| 2.  | "Desarma y Sangra"                 | C. García                    | Charly García               | 2:51    |  |
| 3.  | "Canción Para un Niño en la Calle" | A. Comez, A. Ritro           | Calle 13                    | 4:14    |  |
| 4.  | "Parao"                            | R. Bladés                    | Vicentico                   | 4:30    |  |
| 5.  | "Zamba del Cielo"                  | F. Páez                      | Fito Páez e Liliana Herrero | 4:34    |  |
| 6.  | "Razón de Vivir"                   | V. Heredia                   | Lila Downs                  | 4:19    |  |
| 7.  | "El Ángel de la Bicicleta"         | L. Gieco, L. Gurevich        | Gustavo Cordera             | 5:14    |  |
| 8.  | "Violetas para Violeta"            | V. Parra, J. Sabina          | Joaquín Sabina              | 4:14    |  |
| 9.  | "Jamás te Olvidaré"                | R. Lugo, M. Morelo           | Marcela Morelo              | 3:29    |  |
| 10. | "O Que Será?"                      | C. Buarque                   | Daniela Mercury             | 3:45    |  |
| 11. | "Cántame"                          | F. De Vita                   | Franco De Vita              | 3:43    |  |
| 12. | "La Luna Llena"                    | A. Pintos                    | Rubén Rada e La Chilinga    | 2:46    |  |
| 13. | "Canción de las Cantinas"          | M. Castilla, R. Valladares   | Alberto Rojo                | 4:54    |  |
| 14. | "Donde Termina el Asfalto"         | P. Dumit, C. Sosa            | Coqui Sosa                  | 3:26    |  |
| 15. | "Insensatez"                       | V. Moraes, A. C. Jobim       | Luis Salinas                | 3:21    |  |
| 16. | "Misionera"                        | L. Borges                    | Luiz Carlos Borges          | 5:10    |  |
| 17. | "Y Así, y Así"                     | L. Pereyra, S. Schon         | Luciano Pereyra             | 5:10    |  |
| 18. | "Himno Nacional Argentino"         | V. López y Planes, B. Parera | Vários artistas             | 4:41    |  |

## Posição nas tabelas
| Tabela (2009)                | Maior posição |
| ---------------------------- | ------------- |
| Billboard Álbuns Latinos     | 22            |
| Billboard Álbuns Latinos Pop | 8             |

## Prêmios
O álbum venceu dois prêmios Grammy Latino em 2009. Sosa recebeu o prêmio póstumo de melhor álbum de música folclórica, enquanto que o diretor de arte Alejandro Ros recebeu o prêmio de melhor embalagem de álbum. O álbum também havia sido indicado ao prêmio de melhor álbum do ano, mas perdeu para Los de Atrás Vienen Conmigo do Calle 13.